# Trude Gundersen
Trude Gundersen, née le 6 juin 1977 à Bergen, est une taekwondoïste norvégienne.

## Carrière
Trude Gundersen est médaillée d'argent aux Jeux olympiques d'été de 2000 à Sydney dans la catégorie des moins de 67 kg.